# Tegnértornet

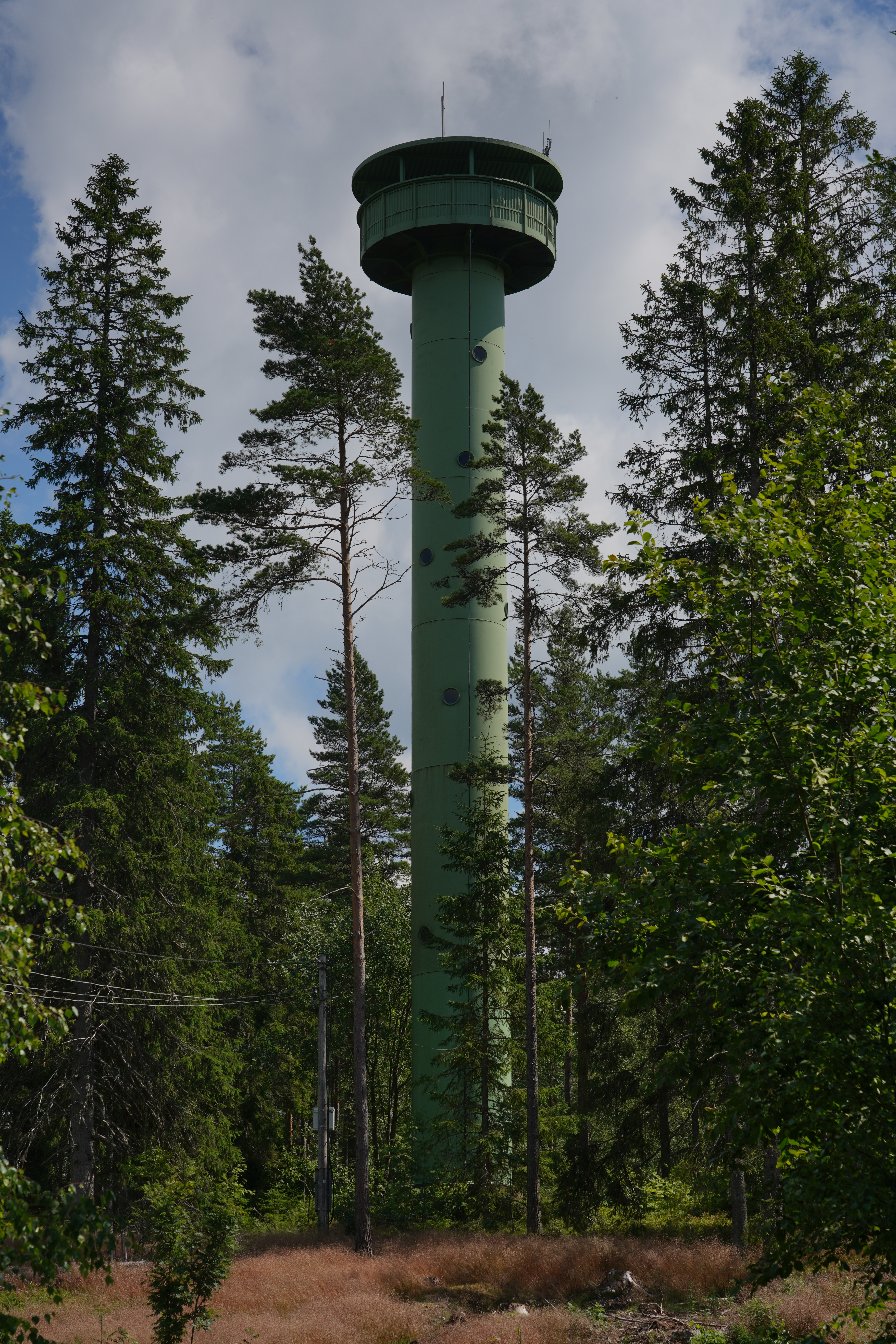
Tegnértornet (2025)

Tegnértornet (Skogstornet) uppfördes på initiativ av Torsten Tegnér (1888–1977), känd idrottsprofil och chefredaktör för Idrottsbladet. Tornet uppfördes 1971 och är beläget i Norra Boarp 1,5 kilometer öster om (västbranten på) Grännaberget vid Gränna.
Tegnértornets utsiktsplatå, som ligger 351 meter över havet (262 meter över Vätterns yta), kan nås via en invändig spiraltrappa med 144 trappsteg. 27 meter högt.  Vid klart väder ser man därifrån samtliga de landskap som omger Vättern: Närke, Småland, Västergötland och Östergötland.